# 프리드리히 볼프

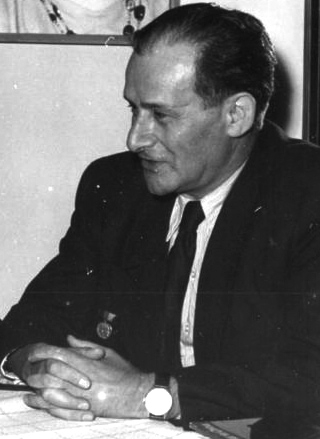
프리드리히 볼프 (1952년)

프리드리히 볼프(Friedrich Wolf, 1888년 12월 23일 ~ 1953년 10월 5일)는 독일의 극작가 및 의사다.
의사로서의 경험을 담은 <시안칼리>와 유태인의 문제를 다룬 <맘로크 교수> 등의 사회적 문제극과 혁명극 <카타로의 수병(水兵)>을 썼다. 전후에는 동독에서 사회주의 리얼리즘 극작의 지도적 입장에 섰고, 브레히트와 논쟁을 했으며, <여촌장(女村長) 안나> <토마스 뮌처> <보말슈> 등을 발표했다.

## 참고 자료
- 이 문서에는 다음커뮤니케이션(현 카카오)에서 GFDL 또는 CC-SA 라이선스로 배포한 글로벌 세계대백과사전의 내용을 기초로 작성된 글이 포함되어 있습니다.